# 中央维护海洋权益工作领导小组
中央维护海洋权益工作领导小组，是已撤销的中国共产党中央委员会议事协调机构，负责领导海洋权益工作。

## 沿革
中华人民共和国海洋管理体制长期被形容为“九龙治水”。在2013年改革前，包括中国人民解放军海军在内，中华人民共和国中央层面的涉海管理部门共包括17个部委和机构。其中，中华人民共和国外交部负责海洋领土纷争的谈判处理，中华人民共和国交通运输部负责海上救助打捞，中华人民共和国农业部负责管理全国渔业，中华人民共和国公安部负责近海海上治安，中华人民共和国海关总署负责海上缉私，中国人民解放军海军负责中国海上安全、领海主权、维护海洋权益等任务。国家海洋局作为全国海洋行政主管部门，仅是中华人民共和国国土资源部管理的国家局，为副部级机构，按照《中华人民共和国立法法》的规定，无权制定和公布部门规章。
2012年下半年，中央维护海洋权益工作领导小组成立，成员单位包括中华人民共和国国土资源部、中华人民共和国外交部、中华人民共和国公安部、中华人民共和国农业部和军方等。中央维护海洋权益工作领导小组及其办公室负责协调统筹海洋权益事宜。
2013年《国务院机构改革和职能转变方案》中决定，“将现国家海洋局及其中国海监、公安部边防海警、农业部中国渔政、海关总署海上缉私警察的队伍和职责整合，重新组建国家海洋局，由国土资源部管理。”2013年7月9日，国家海洋局“三定”方案公布。2013年7月22日，国家海洋局机关大楼同时挂上“国家海洋局”和“中国海警局”两块牌子，由此结束了“五龙治海”的局面。
2018年3月中共中央印发的《深化党和国家机构改革方案》称，“不再设立中央维护海洋权益工作领导小组。为坚决维护国家主权和海洋权益，更好统筹外交外事与涉海部门的资源和力量，将维护海洋权益工作纳入中央外事工作全局中统一谋划、统一部署，不再设立中央维护海洋权益工作领导小组，有关职责交由中央外事工作委员会及其办公室承担，在中央外事工作委员会办公室内设维护海洋权益工作办公室。”中央外办下设海权局承担海权办原有职责。

## 组成人员
中央维护海洋权益工作领导小组成立后，未披露其组成人员。

## 办事机构
中央维护海洋权益工作领导小组办公室（简称“中央海权办”）于2012年下半年设立，与中央外事工作领导小组办公室合署办公。中央外办主任杨洁篪兼任主任。